# 遺産
遺産（いさん）とは、
- 死後に遺（のこ）した財産[1]。人が死亡時に所有していた財産[1]。所有権や債権だけでなく、負債も含む[1]。
- （比喩）先人たちが遺した有形・無形のものごと[1]。「文化遺産」「世界遺産」など。先人たちが遺した悪しきものごとは「負の遺産」などと形容することがある。

## 表現
「遺産」には個人が死後に遺した財産あるいは先人たちが遺したものという意味もある。

### 相続上の遺産
遺産に対する所有権その他の財産権の帰属がどうなるかは、各国の民法（相続法制度）やその他の法制度（信託法等）により異なる。
遺産には積極財産（プラスの財産）と消極財産（マイナスの財産）がある。
積極財産には現金、預貯金、債権（貸付金、配当金、貸金債権、売掛金）、不動産（土地、家屋、借地権）、動産（自動車、家財、書画骨董品）、有価証券、ゴルフ会員権、著作権、受取人が本人と指定されている生命保険金がある。消極財産には借金、住宅ローン、未払金、債務保証などがある。
なお、相続開始時に被相続人に属した財産であっても通常の相続とは異なる規律があるものもある（日本の民法では墓地、仏壇、位牌などの祭祀財産）。
日本では、遺産の相続人がいない（相続人の不存在）の場合、遺産は国庫に入る。2017年度に国庫入りした遺産の額は、500億円を超える規模となっている。

### 世界遺産など遺産の認定
- 世界遺産（世界遺産委員会）
  - 自然遺産
  - 文化遺産
  - 複合遺産
- 無形文化遺産（国際連合教育科学文化機関）
- 世界水システム遺産（世界水会議）
- 世界重要農業遺産システム（世界農業遺産）（国連食糧農業機関）
- 日本農業遺産（農林水産省）
- 日本遺産（文化庁）
- 天文遺産（国際連合教育科学文化機関・国際記念物遺跡会議・国際天文学連合）
- かんがい施設遺産（国際かんがい排水委員会）
- 情報処理技術遺産（情報処理学会）
- 理容遺産（全国理容生活衛生同業組合連合会）
- 機械遺産（日本機械学会）
- 化学遺産（日本化学会化学遺産委員会）
- 重要科学技術史資料（未来技術遺産）（国立科学博物館）
- 重要航空遺産（日本航空協会）
- 温泉遺産（日本温泉遺産を守る会）
- 日本夜景遺産（日本夜景遺産事務局）
- 土木学会選奨土木遺産（土木学会）
- 州遺産 (オランダ)
- 世界の記憶

### 英語表現
英語には遺産を意味する語が複数ある。
inheritance
inheritanceは通例用いられる遺産の表現であり、先祖や先代などから受け継いだ財産を意味する。
legacy
legacyは個人の死後に残された財産、特に遺言による指定で譲られた遺産を意味する。
estate
estateは特定の人のすべての財産（遺産）を意味する。
asset
assetは最終償却あるいは遺贈による遺産を意味する。
heritage
heritageには世襲によって受け継がれた財産の意味がある。また、文化的な遺産、文化的な伝統の意味もある。